# Schloss Roith (Taufkirchen an der Trattnach)

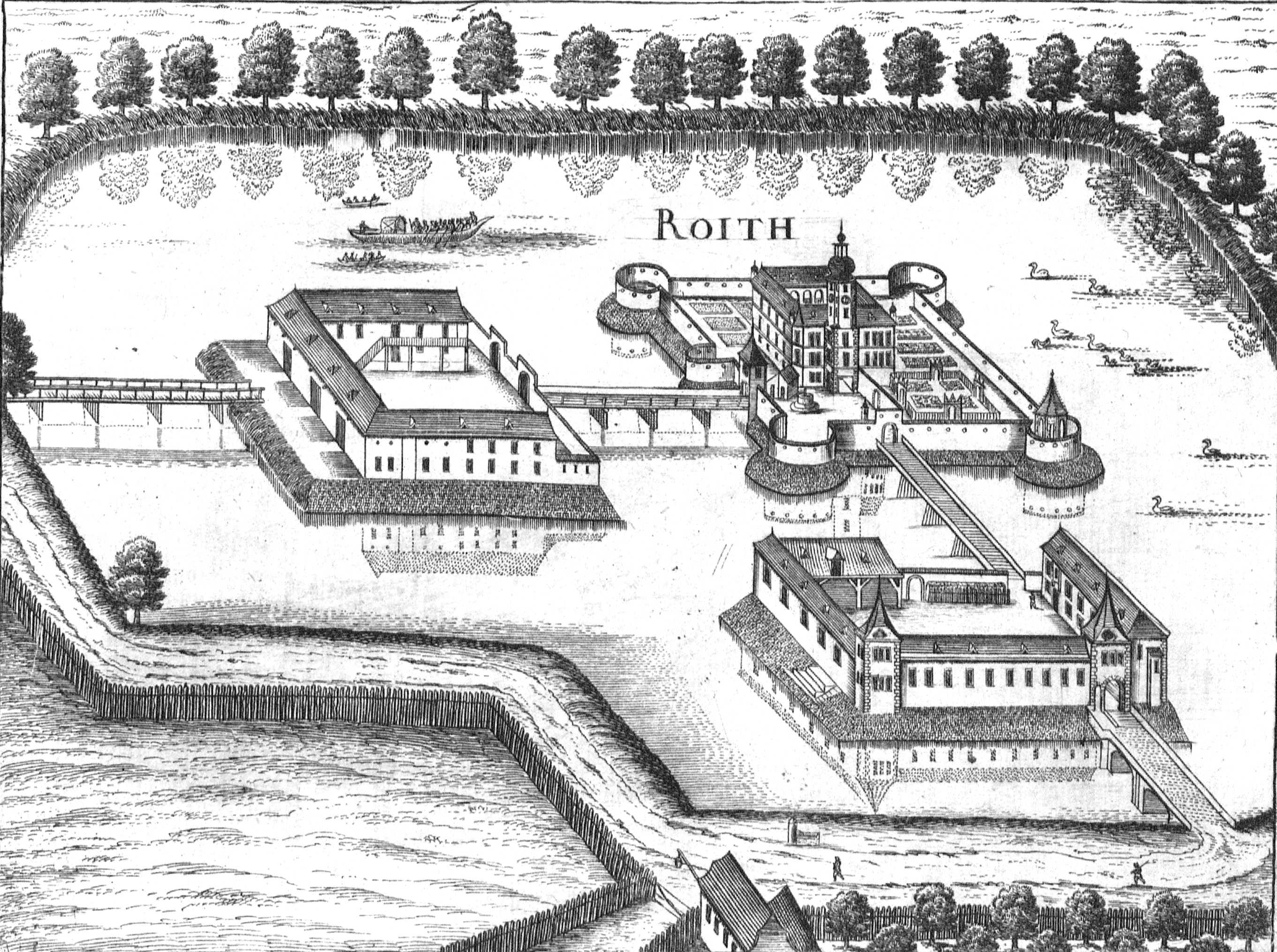
Wasserschloss Roith nach einer Radierung von Georg Matthäus Vischer von 1674

Das ehemalige Schloss Roith befand sich in dem gleichnamigen Ortsteil der Gemeinde Taufkirchen an der Trattnach im Bezirk Grieskirchen von Oberösterreich.

## Geschichte
Erstmals wird Roith 1110 als ad Husrugkum loco qui dicitur Rute erwähnt. Roith wird seit 1380 eine Veste genannt. Diese war im landesfürstlichen Besitz und wurde als Lehen an Jörg dem Anhanger vergeben. Auf dem Erbweg kam Roith an die Jörger. Am 16. April 1455 wurde Bernhard Jörger von König Ladislaus mir Roith belehnt. Als landesfürstlicher Pfleger wird 1484 Christoph Jörger († 1505) genannt. Dieser vertauschte Roith gegen Kammer am Attersee. Auf die Jörger folgte Joachim Sinzendorf, danach Bartholomäus von Dietrichstein. 1651 erwarb David Freiherr von Weißenwolff, dem auch Schloss Riedau und Schloss Innersee gehörte, den Besitz. Seine Tochter Maria vermählte sich 1722 mit dem Fürsten Wilhelm von Trautson und erhielt Roith als Heiratsgut. 1750–1880 gehörte Roith den Fürsten Auersperg. 1890 dem Graf Fürstenberg. Seit 1960 ist Roith im Besitz von Klemenz Graf von Walderdorff. 
Auf dem Stich von Georg Matthäus Vischer von 1674 ist Schloss Roith eine aus drei Gebäudekomplexen bestehende Anlage innerhalb eines großen Teiches. Das eigentliche Schloss war durch eine Mauer, die mit vier Türmen bewehrt war, geschützt. Zum Schloss bzw. zu den in dem Teich sich befindlichen Wirtschaftsgebäude führen Brücken, die partiell durch Torbauten geschützt waren. Trotz dieser wehrhaften Anlage wurde Schloss Roith 1620 durch bairische Soldaten niedergebrannt, offensichtlich aber wieder aufgebaut.

## Schloss Roith heute
Zu Beginn des 20. Jahrhunderts wurde Roith wegen Baufälligkeit Großteils abgetragen und die ausgedehnte Teichanlage zugeschüttet. Erhalten ist der zum Schloss gehörende Meierhof, der Eingang zum früheren Gerichtsgebäude und das ehemalige Jägerhaus. Reste der Wassergräben und die darüber führenden Brücken sind ebenfalls noch vorhanden. An der Stelle des Schlosses befindet sich auch heute noch ein imposantes Gebäude, das von seiner Anlage an einen Bauernhof erinnert und von einem Arzt genutzt wird. An dem Wirtschaftstrakt bzw. den Außenmauern der Gebäude sind noch die für ein Wasserschloss typischen Stützmauern zu erkennen.

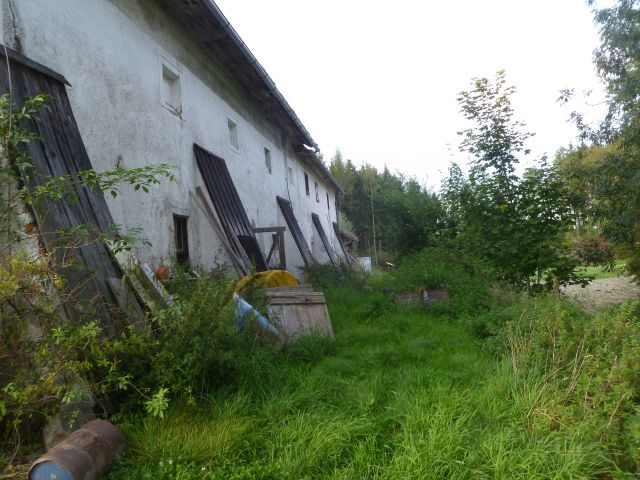
Wirtschaftsgebäude mit Stützmauern
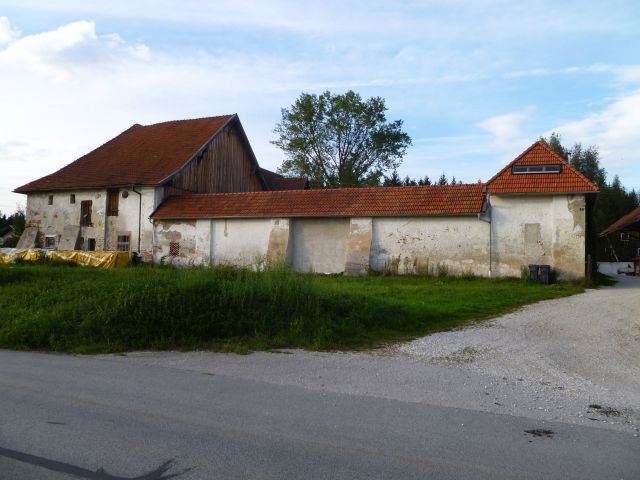
Wirtschaftsgebäude
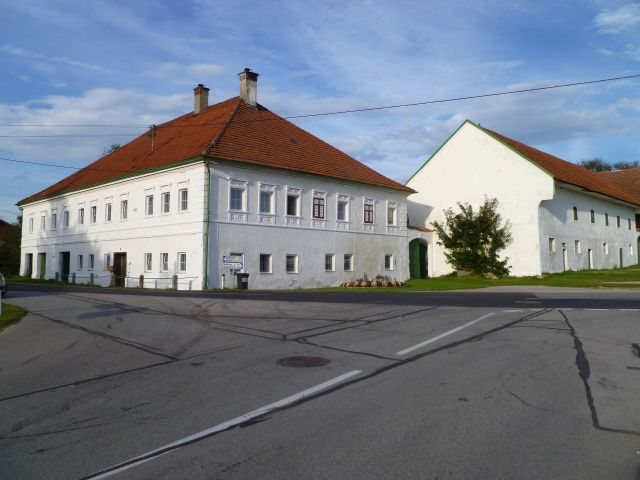
Meierhof
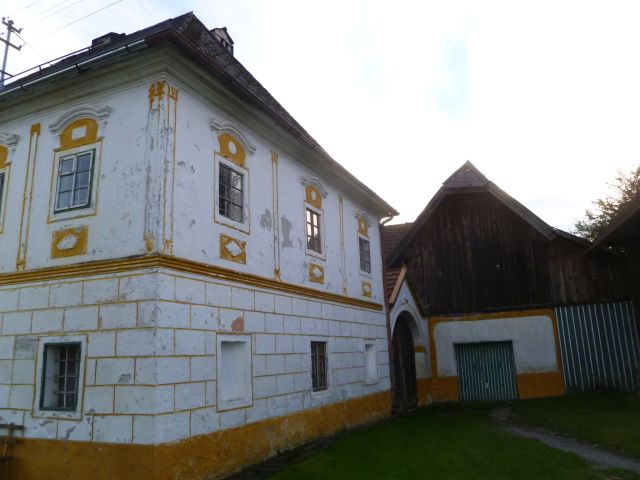
Jägerhaus